# 短線蚓鰻
短線蚓鰻（學名：Moringua abbreviata），即線蚓鰻，為蚓鰻科的其中一個種。

## 分布
本魚分布於印度太平洋區，包括拉克代夫群島、印尼、菲律賓、台灣、帛琉、琉球群島、馬紹爾群島、美屬薩摩亞等海域。

## 深度
水深3至25公尺。

## 特徵
本魚體圓柱形，齒圓錐狀，上下頷骨齒及鋤骨齒各1列；前頷腭骨齒5枚。背鰭起點在肛門上方之後，臀鰭之上。頭長為吻長的7.2倍；尾長為頭與軀幹的0.5倍；吻長為眼徑的2.7倍。肛門在的後半部。吻鈍、短。口裂超過眼之後緣。鰓裂小，側位。胸鰭退化。體長可達33公分。

## 生態
棲息在近海與河口區之泥質海底。尚未成熟個體多半時間多隱藏在砂中，成熟個體則有較明顯之胸鰭，雄性個體的上頷與鋤骨齒甚至會退化。由於成熟個體的差異生長，因此雌雄個體的脊椎數也有所不同。容易在夜間燈光的吸引下游向水面而被捕。

## 經濟利用
無任何經濟價值。